# Дендрарій Арнольда
Дендрарій Арнольда Гарвардського університету (англ. The Arnold Arboretum of Harvard University) — дендрарій в передмісті Бостона (штат Массачусетс, США). Дендрарій є національною історичною пам'яткою і включений до Національного реєстру історичних місць США. Проект дендрарію був розроблений відомим американським архітектором і ландшафтним дизайнером Фредеріком Лоу Олмстедом.
Ботанічний сад є членом Міжнародної ради ботанічних садів з охорони рослин (BGCI) і має міжнародний код AAH.

## Історія
Дендрарій був заснований 1872 року, коли керівники Гарвардського університету стали піклувальниками частини майна Джеймса Арнольда (1781-1868).
У 1842 році Бенджамін Бассі (1757-1842), процвітаючий бостонський торговець і фермер, пожертвував свою садибу Вудленд-Хілл і частину своїх статків Гарвардському університеті «для освіти в галузі сільського господарства, садівництва та в суміжних областях». Гарвардський університет використовував цю землю для створення Інституту Бассі, тематикою якого стали наукові експерименти в сільськогосподарській галузі. Перша будівля Інституту Бассі була побудована 1871 року.
Через шістнадцять років після смерті Бассі торговець з Нью-Бедфорда Джеймс Арнольд, який займався китобійним промислом, уточнив, що частина його майна може бути використана для «... просування поліпшень у сільському господарстві або садівництві». 1872 року, коли виконавці волі Джеймса Арнольда передали його нерухомість Гарвардському університету, подарунок Арнольда був об'єднаний з 49 гектарами землі в колишньому маєтку Бассі для створення дендрарію Арнольда.
За угодою між виконавцями волі Арнольда й університетом дохід від спадщини Арнольда мав бути використаний для створення, розвитку та підтримки дендрарію Арнольда, який «повинен містити, у міру можливості, всі дерева [і] чагарники ... або місцеві, або екзотичні, які можуть бути вирощені на відкритому повітрі Роксбері». Історичною місією дендрарію Арнольда є поліпшення знань про деревні рослини на основі досліджень та поширення цих знань через освіту.

## Галерея

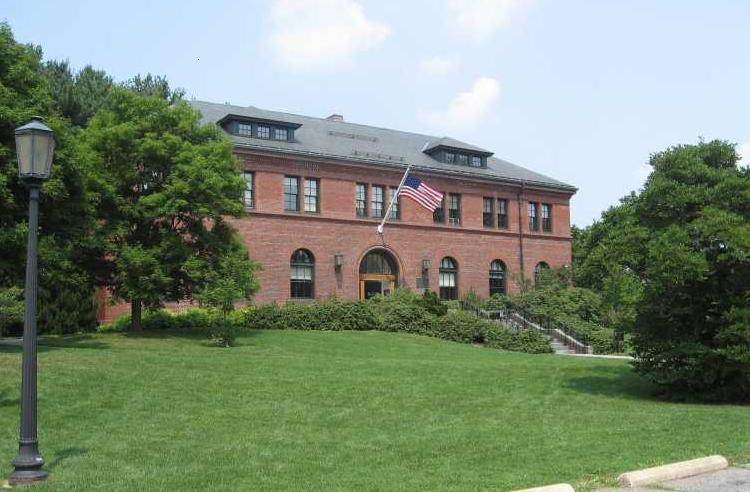
Будівля дирекції дендрарію Арнольда
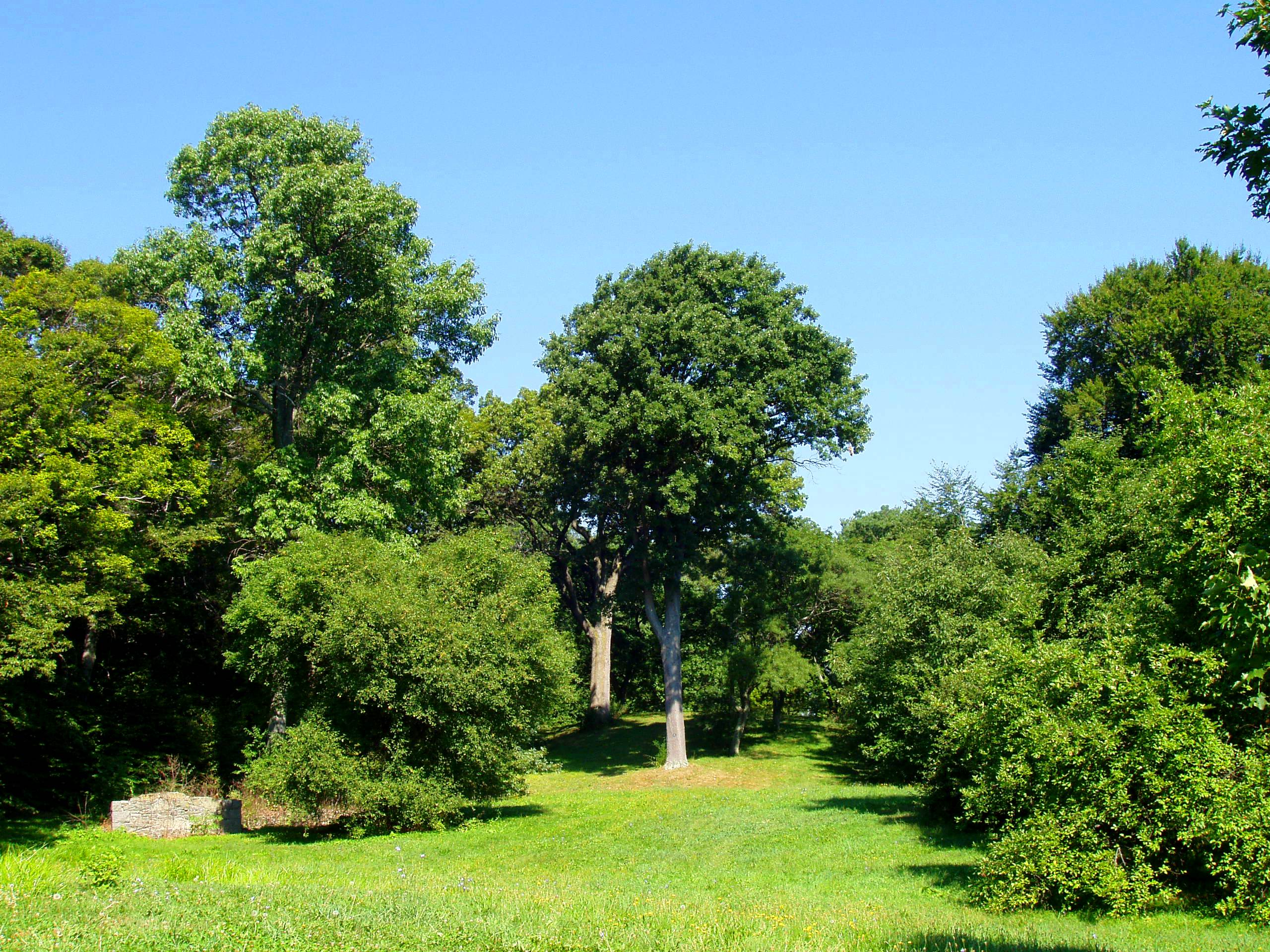
Дендрарій Арнольда (загальний вигляд)
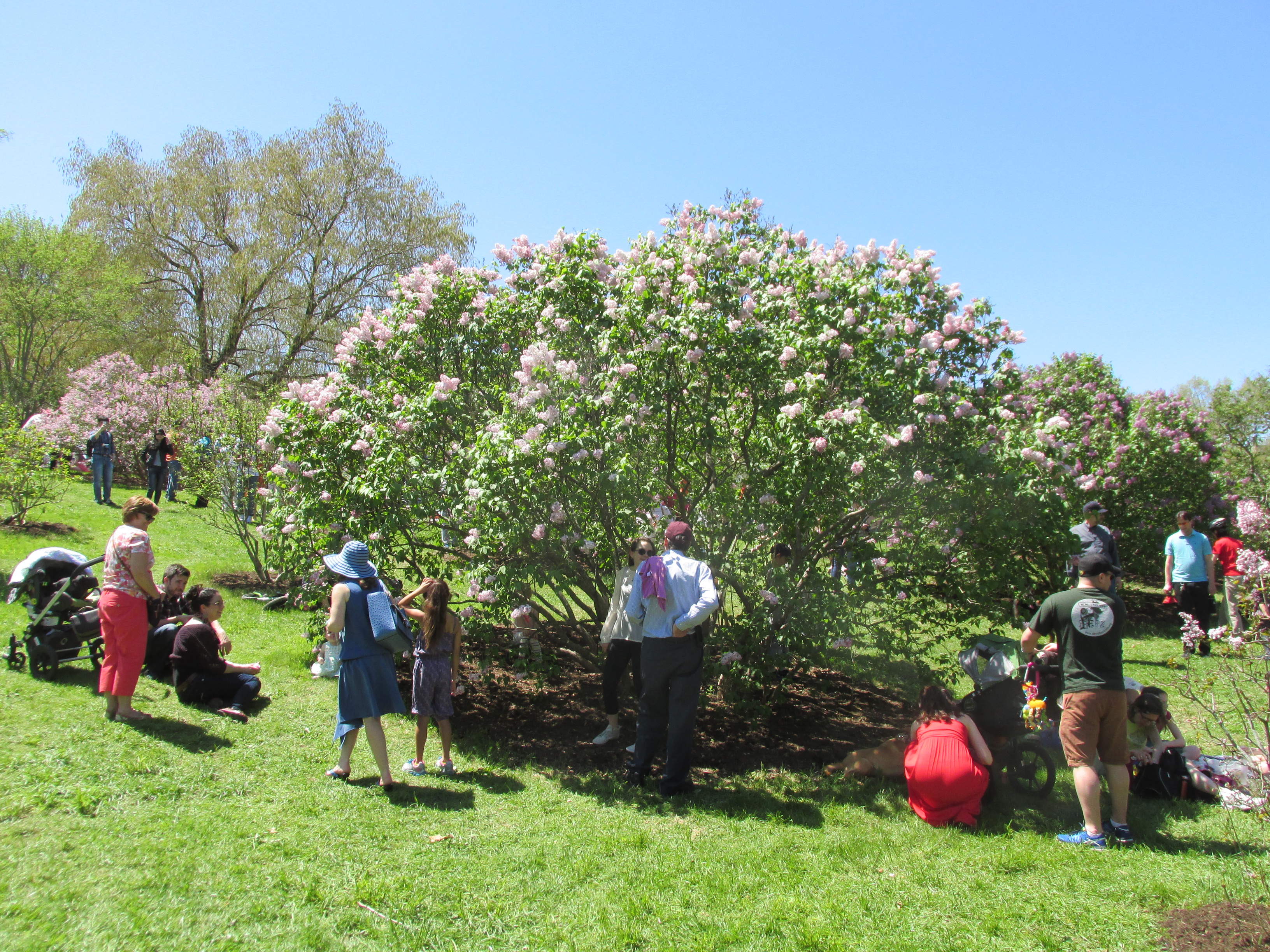
Бузкова неділя - єдиний день року, коли в дендрарії дозволені пікніки
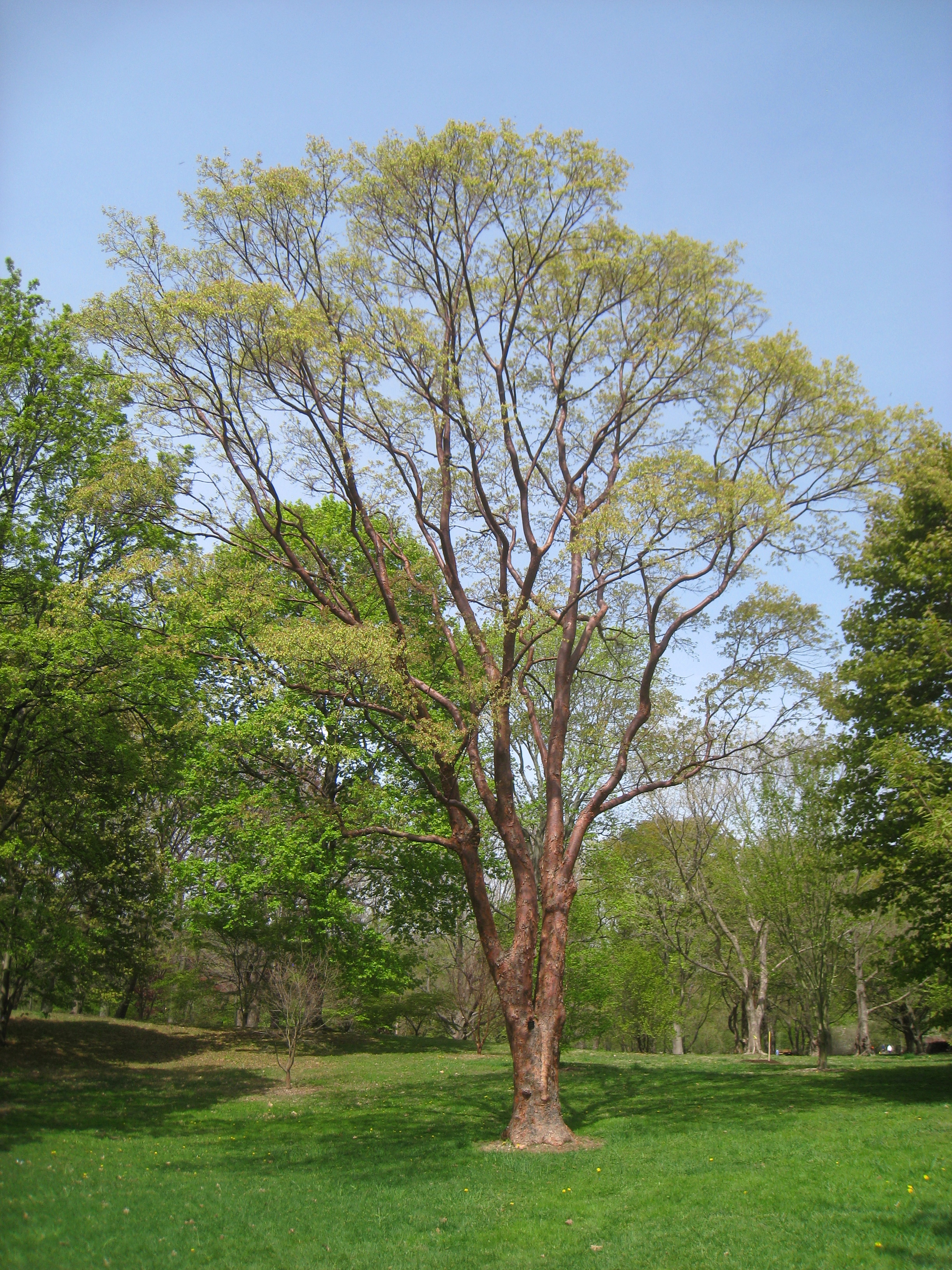
Acer griseum
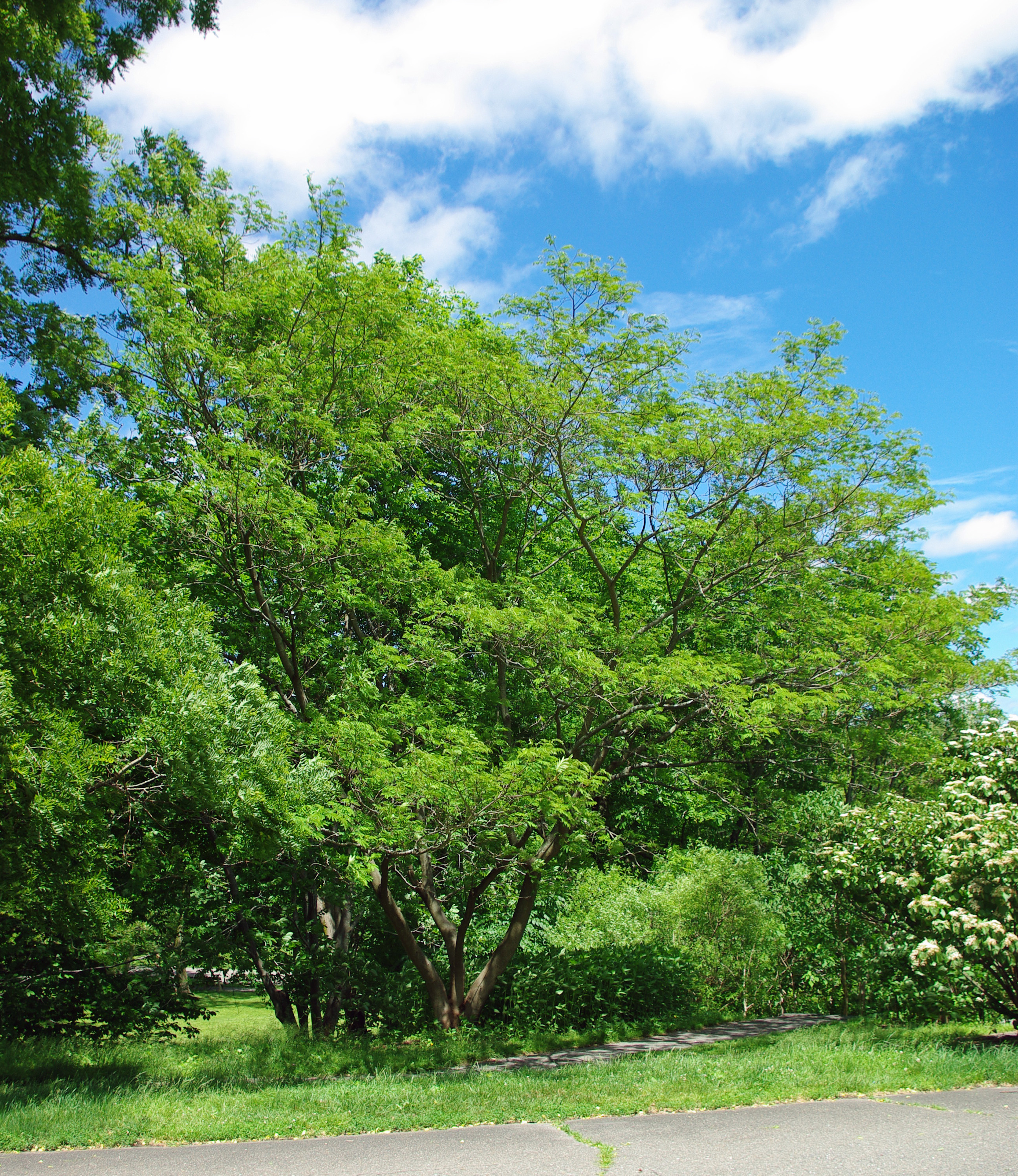
Альбіція іранська
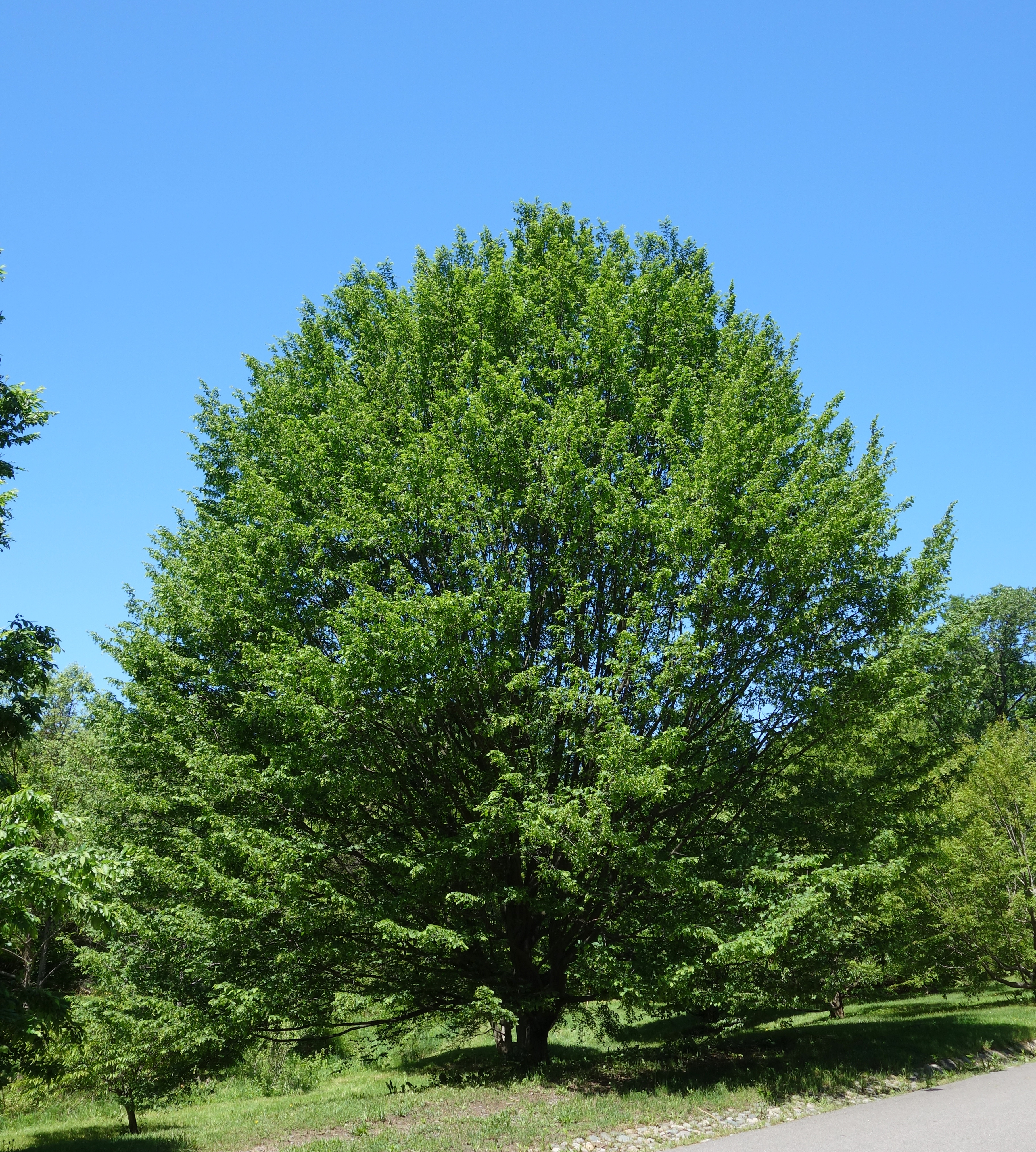
Граб звичайний
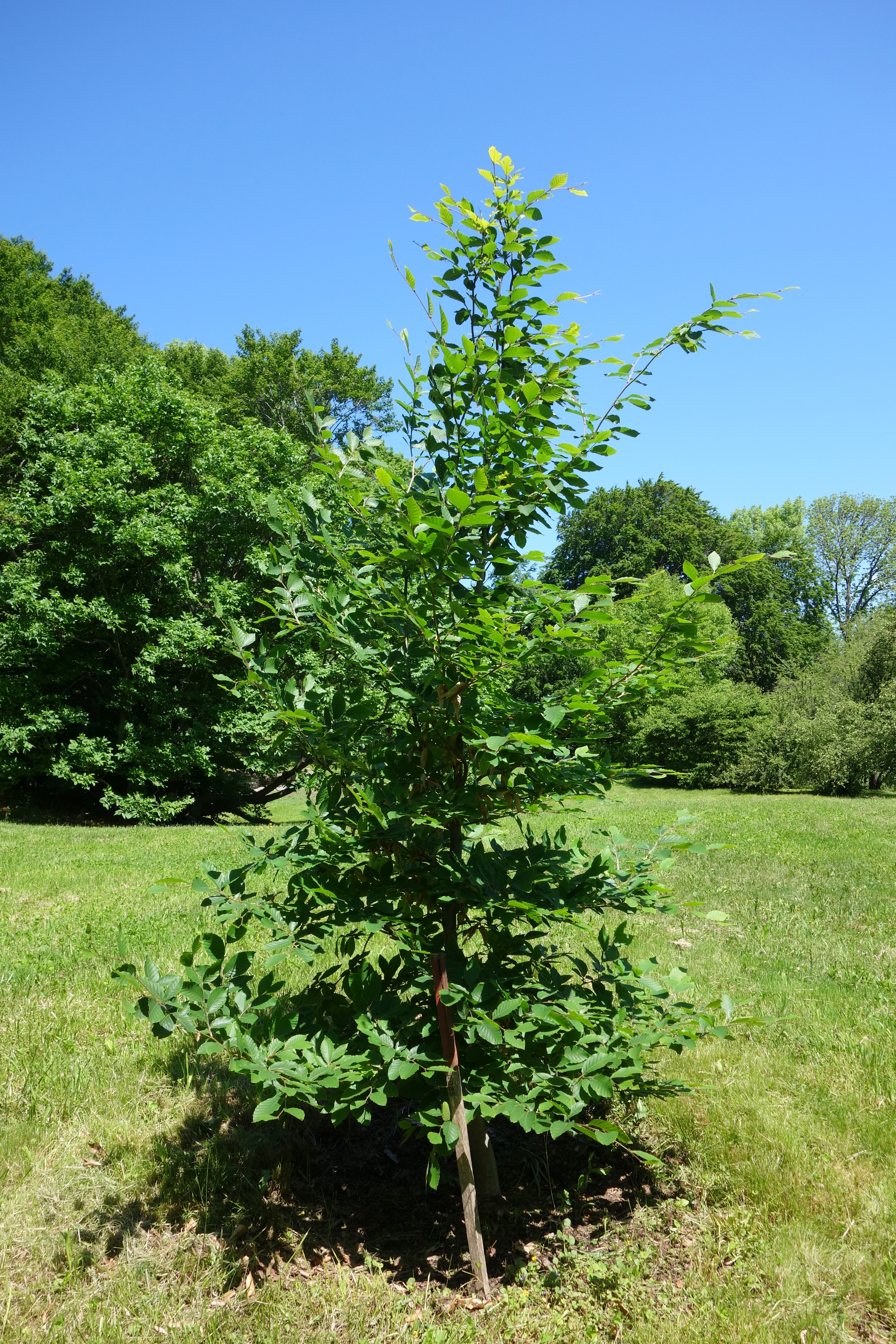
Бук східний
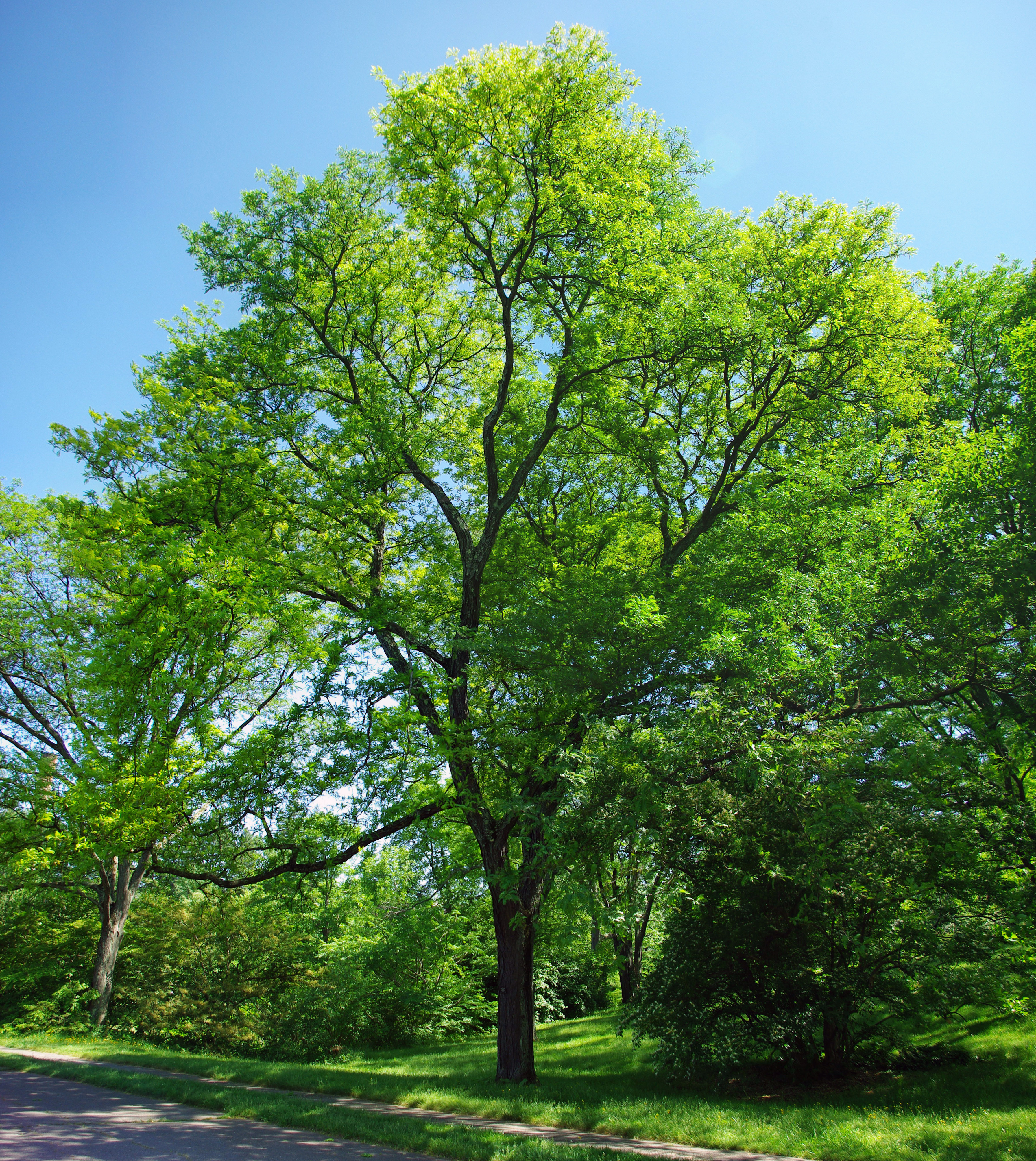
Гледичія колюча
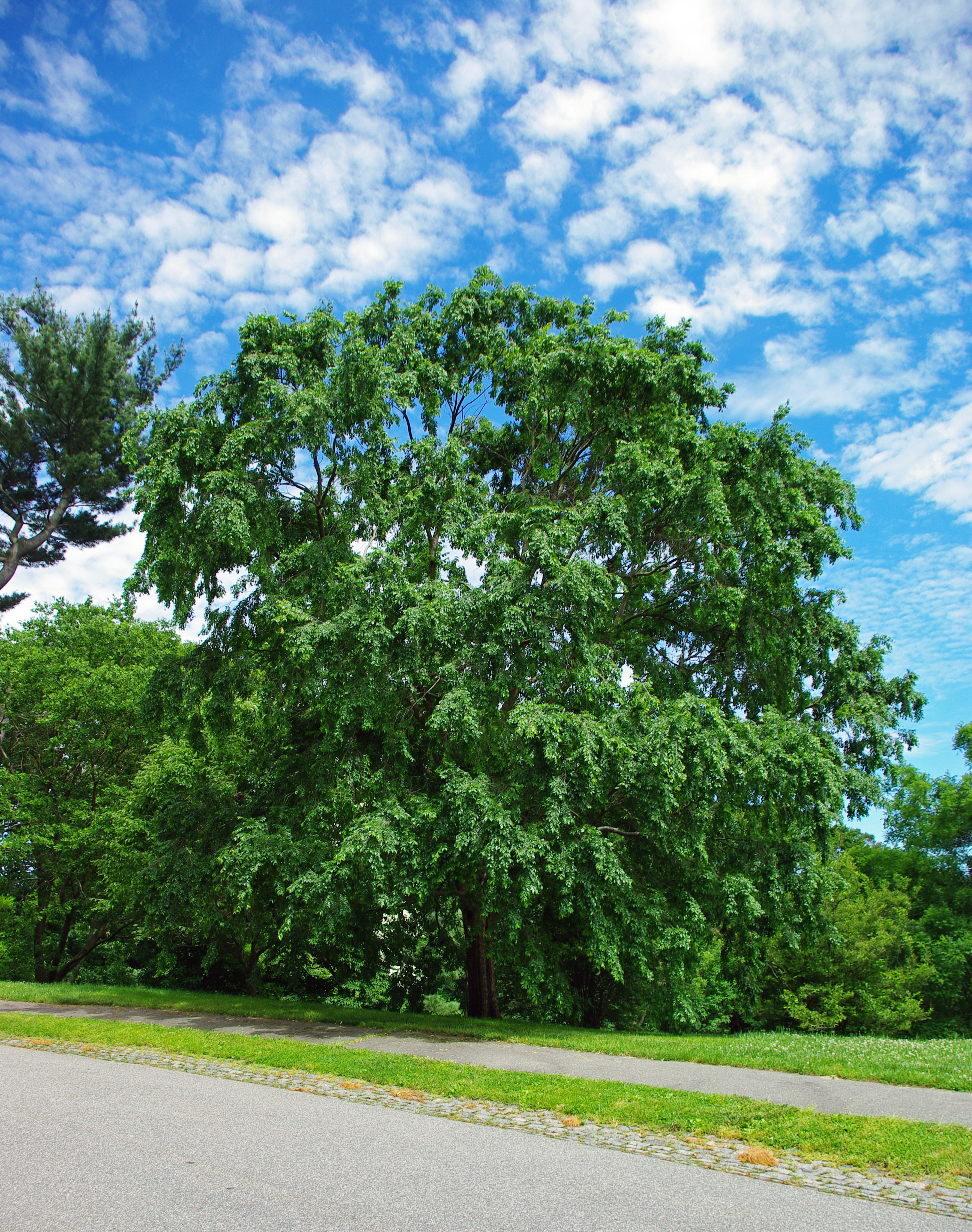
Ulmus parvifolia